# 아키타역

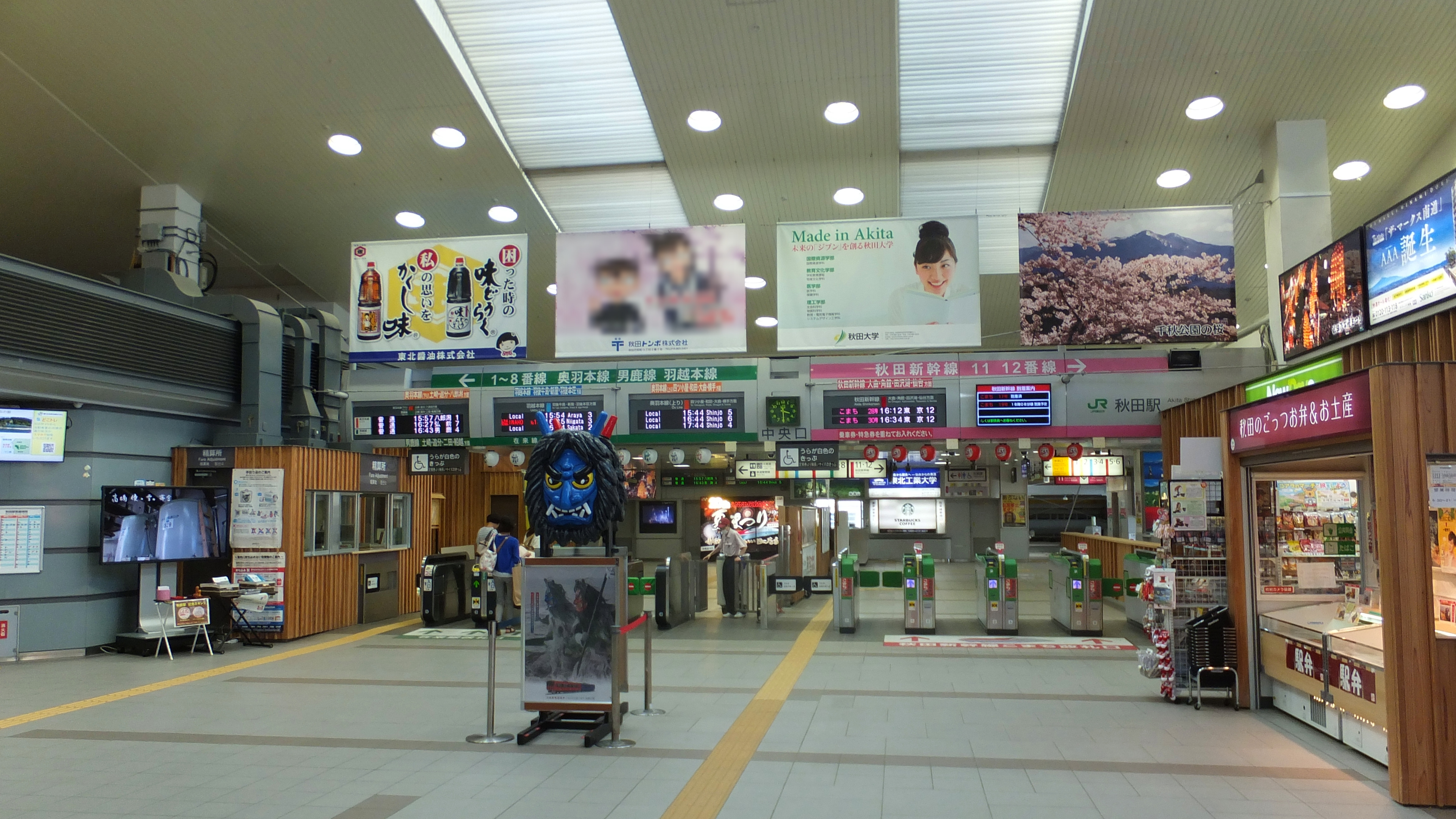

아키타역(일본어: 秋田駅, あきたえき 아키타에키[*])은 일본 아키타현 아키타시에 있는 철도역이다.
신칸센도 정차하며 통칭 미니 신칸센이라는 아키타 신칸센이 존재한다. 아키타 신칸센은 모리오카에서 분리되어 오마가리에서 스위치 백으로 정차하는 열차이다.

## 타는 곳

### 기존선
| 1     | ■ 오우 본선   | (하행) | 히가시노시로・오다테・아오모리 방면 |
| 1     | ■ 오가 선     |        | 후타다・오가 방면                   |
| 2 - 6 | ■ 오우 본선   | (상행) | 오마가리・유자와・신조 방면         |
| 2 - 6 | ■ 오우 본선   | (하행) | 히가시노시로・오다테・아오모리 방면 |
| 2 - 6 | ■ 우에쓰 본선 | (하행) | 우고혼조・사카타・니가타 방면       |
| 2 - 6 | ■ 오가 선     |        | 후타다・오가 방면                   |
| 7・8  | ■ 오우 본선   | (하행) | 히가시노시로・오다테・아오모리 방면 |

### 아키타 신칸센
| 11 | ■ 아키타 신칸센 | 내려 도착, 임시 "코마치", * 다자와코 선 열차 회차 임시 쾌속 "불꽃놀이"호 |
| 12 | ■ 아키타 신칸센 | 모리오카 ・센다이・도쿄 방면                                             |

## 인접역
| 동일본 여객철도 아키타 신칸센 | 동일본 여객철도 아키타 신칸센          | 동일본 여객철도 아키타 신칸센      |
| ----------------------------- | -------------------------------------- | ---------------------------------- |
| 오마가리 모리오카 방면        | ■ 아키타 신칸센                        | 시·종착역                          |
| 동일본 여객철도 오우 본선     |                                        |                                    |
| 가리와노 유자와 방면          | ■ 오우 본선 □ 쾌속 (유자와 역에서)     | 시·종착역                          |
| 시·종착역                     | ■ 오우 본선 □ 쾌속 (아키타 역에서)     | 이카와사쿠라 오다테 방면           |
| 요쓰고야 오마가리 방면        | ■ 오우 본선 ■ 보통                     | 이즈미소토아사히카와 아오모리 방면 |
| 동일본 여객철도 오가 선       |                                        |                                    |
| 시·종착역                     | ■오가 선 ■ 보통                        | 쓰치자키 오가 방면                 |
| 동일본 여객철도 우에쓰 본선   |                                        |                                    |
| 우고카메다 우고혼조 방면      | ■우에쓰 본선 □ 쾌속 (도착 열차에 한함) | 시·종착역                          |
| 우고우시지마 우고혼조 방면    | ■우에쓰 본선 ■ 보통                    | 시·종착역                          |